# Lycophotia molothina
Lycophotia molothina, chamada de coruja-cinza, é uma espécie de lepidóptero, mais especificamente de traças, pertencente à família Noctuidae.
A autoridade científica da espécie é Esper, tendo sido descrita no ano de 1789.

## Distribuição
Sua ocorrência se distribui ao longo do continente Europeu. Foi registrada em países como Alemanha, Portugal, Espanha, Holanda e Romênia.

## Descrição
Esta espécie, em sua fase adulta, mostra uma envergadura de 38-40 mm. As asas anteriores são marrons ou cinza, muitas vezes tingidas de vermelho ou azul e marcadas com uma faixa esbranquiçada na parte frontal. As asas posteriores são de coloração creme e nervura castanha.

A larva jovem é verde claro com cinco linhas pálidas, e mudam de cor para verde escuro, avermelhado ou marrom ao longo do tempo.